# Chaetodipus nelsoni
Espèce
Statut de conservation UICN

 LC  : Préoccupation mineure
Chaetodipus nelsoni est une espèce qui fait partie des mammifères Rongeurs de la famille des Heteromyidae. Ce sont des souris à poches, c'est-à-dire à larges abajoues, et à poil dur. Cet animal vit au Mexique et aux États-Unis.
L'espèce a été décrite pour la première fois en 1894 par un zoologiste américain, Clinton Hart Merriam (1855-1942).

## Liste des sous-espèces
Selon Mammal Species of the World (version 3, 2005)  (27 nov. 2012) :
- sous-espèce Chaetodipus nelsoni canescens
- sous-espèce Chaetodipus nelsoni nelsoni